# Спонг, Берит
Берит Густава Фридеборг Спонг (швед. Berit Gustava Frideborg Spong; 5 февраля 1895 — 14 июля 1970) — шведская писательница и поэтесса.

## Биография и творчество
Берит Спонг родилась в 1895 году. Её детство прошло в окрестностях Муталы. Отец Берит, Карл Оскар Спонг, был строительным подрядчиком, а мать, Анна Фредрика, — учительницей начальной школы. Берит Спонг училась в Уппсальском университете, который окончила в 1920 году. В 1921—1925 годах она работала учительницей в разных школах. Она также ездила, с целью изучения языков, в Германию, Францию и Италию. В 1925 году Берит Спонг вышла замуж за Бертиля Мальмрота, учителя. Супруги жили в Эребру, Стренгнесе, Линчёпинге, а с 1950 года — в поместье Тьельвеста (Нерке). В Стренгнесе Бертиль Мальмрот был директором школы, но ему пришлось оставить должность вследствие конфликта с городскими властями.
В 1924 году вышел первый поэтический сборник Берит Спонг, «Högsal och örtagård», получивший положительные отзывы критики и выдержавший шесть переизданий. За ним последовали сборники «Lärkornas land» (1929) и «Dam med parasoll» (1937). Впоследствии Спонг обратилась к прозе и писала рассказы и романы, во многих из которых действие происходит в Эстергётланде. В 1926 году вышел сборник её рассказов «I Östergyllen», в 1928 году — «Kungsbuketten», в 1934 году — «Slottet på rullgardinen». К концу 1940-х годов Берит Спонг стала успешной писательницей, чьё творчество пользовалось популярностью, а в 1947 году ей была присуждена премия Эвралид (Övralidspriset).
Первый роман Берит Спонг, «Spelet på Härnevi», вышел в 1938 году. В 1949 году она опубликовала роман «Sjövinkel», основанный на событиях 1948—1949 года в Стренгнесе, к которым имел отношение её муж и которые легко угадывались за вымышленным сюжетом. Книга, вызвавшая бурную полемику, переиздавалась девять раз. Следующий её роман, «Bröder i Christo», был издан в 1952 году. Действие романов «Ingen sommarhimmel» (1957) и «Under svart vimpel» (1958) происходит в маленьких немецких городках XIX века. В 1967 году был написан документальный роман «Barnen från Tarrow», основанный на рассказах приёмной дочери Берит Спонг, происходившей из Германии. Последними книгами писательницы стали сборники рассказов «Historier kring Vättern» (1968), «Historier från hemtrakten» (1969), и «Morris och hans rivaler» (1970).
Берит Спонг умерла в 1970 году.